# The Promise (film 2005)
The Promise  (Wu ji) è un film del 2005 diretto da Chen Kaige.